# Ctenochira irrisa
Ctenochira irrisa är en stekelart som beskrevs av Dmitriy R. Kasparyan 1973. Ctenochira irrisa ingår i släktet Ctenochira och familjen brokparasitsteklar. Inga underarter finns listade i Catalogue of Life.